# Trix Radio-Car

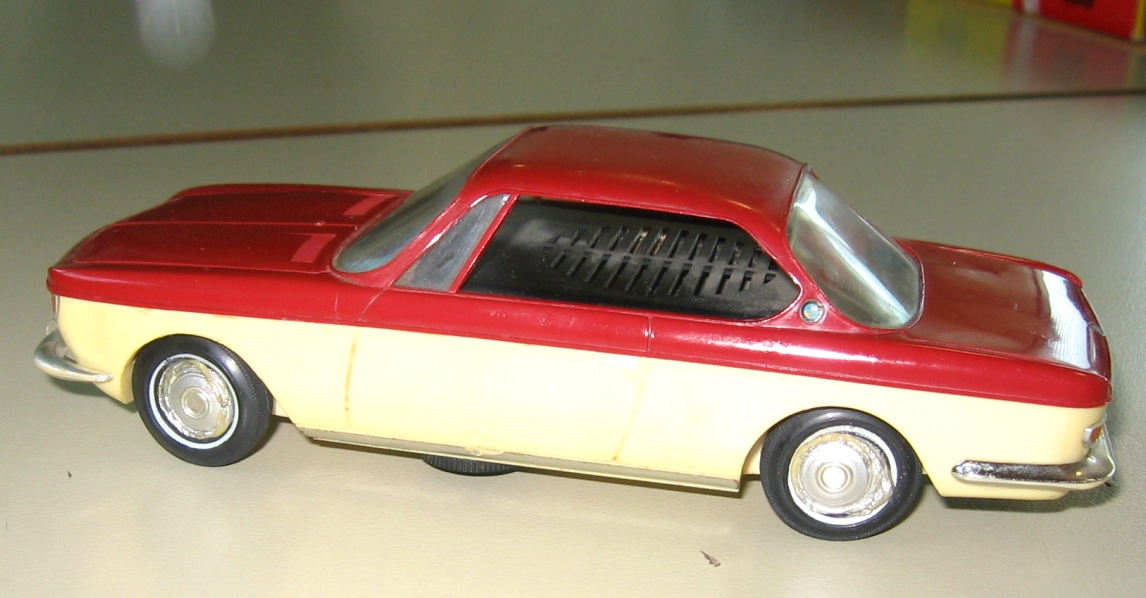
Trix Radio Car – im Innenraum erkennt man den eingebauten Lautsprecher

Das Trix Radio-Car ist ein Modellauto aus den 1970er Jahren mit eingebautem Radio.
Im Jahr 1967 produzierte das Unternehmen Trix eine vorbildgetreue Nachbildung des damals beliebten sportlich eleganten BMW-Coupes 2000 CS im Maßstab 1:24. Das Besondere an diesem Modellauto war das eingebaute Transistorradio mit einem Empfangsteil für den seinerzeit noch üblichen Mittelwellenbereich von 515 bis 1620 kHz.
Im Fahrzeug befand sich darüber hinaus eine eingebaute Ferritstabantenne und ein Batteriefach für die Stromversorgung (9 Volt). Die Ausgangsleistung des Verstärkers war mit 150 mW wohl eher schwach ausgelegt. Die Bedienungselemente wie Senderwahl und Lautstärkeregelung waren am Unterboden des Fahrzeugs installiert. Das ausgefallene Modell kostete damals laut Katalog DM 39,75 und ist heute eine Sammlerrarität.